# Salto Veloso
Salto Veloso is een gemeente in de Braziliaanse deelstaat Santa Catarina. De gemeente telt 4.367 inwoners (schatting 2009).

## Aangrenzende gemeenten
De gemeente grenst aan Água Doce, Arroio Trinta, Macieira en Treze Tílias.